# Constantin Popovici
Constantin Popovici (Bucareste, 2 de outubro de 1988) é um saltador romeno, especialista de plataforma.

## Biografia
Nascido na capital romena, Bucareste, Popovici integrou a equipe do clube aquático CSA Steaua București e foi treinado por Avasiloaie Florin. Ele representou a Romênia nos Jogos Olímpicos de Verão de 2008 em Pequim, onde competiu na prova de plataforma 10 metros individual masculino. Na ocasião, ficou em vigésimo terceiro dos trinta mergulhadores na rodada preliminar, com uma pontuação total de 392,30, após seis tentativas sucessivas.